# نيوترالينو
هي ترتيبات خطية محايدة الشحنة تتكون امتزاج الغوجينوات (الشريك الفائق للبوزونات القياسية) مع الهكسينوات ( المرافق الممتاز لبوزون هيغز)
ويمكن اعتباره شارجينو عديم الشحنة.
الرمز= 
N͂0
1, 
N͂0
2, 
N͂0
3, 
N͂0
4